# Izentropikus állapotváltozás
Az izentropikus állapotváltozás egy olyan idealizált, adiabatikus, termodinamikai állapotváltozás, amelyben a termodinamikai rendszer és környezete között nem jön létre hőátadás, továbbá a folyamata visszafordítható. Ideális gázok esetében, amelyeknek nincs belső súrlódása, az adiabatikus állapotváltozás egyben izentropikus állapotváltozás is, vagyis a folyamat során a rendszer entrópiája nem változik. Egy ilyesfajta állapotváltozás valódi (tehát nem idealizált) folyamatok összehasonlítására használatos, például mérnöki tevékenységeknél.

## Fordítás
- Ez a szócikk részben vagy egészben  az   Isentropic process című angol Wikipédia-szócikk ezen változatának fordításán alapul.  Az eredeti cikk szerkesztőit annak laptörténete sorolja fel. Ez a jelzés csupán a megfogalmazás eredetét és a szerzői jogokat jelzi, nem szolgál a cikkben szereplő információk forrásmegjelöléseként.